# Залмай Расул

Залмай Расул (пушту : زلمی رسول ; родился 11 мая 1943 г.) — афганский политический деятель, занимал пост министра иностранных дел Афганистана с 18 января 2010 года по 5 октября 2013 года. Ранее он занимал пост советника по национальной
безопасности с июня 2002 г. по январь 2010 г. Через его исполняя различные роли в правительстве, Расул сыграл ключевую роль в построении безопасности Афганистана, объединении международного сообщества в поддержку мирного процесса, возглавляемого афганцами, укрепляя региональное сотрудничество и безопасность посредством создания Конференции регионального экономического сотрудничества. Он баллотировался кандидатом в 2014 году на президентских выборах.

## Биография
Расул родился 11 мая 1943 года в Кабуле, в семье Абдул Кайюм Хана Саркара и его жены Фарух Бегум, дочери эмира Хабибуллы Хана.Он племянник Амануллы Хана, правителя Афганистана с 1919 по 1929 год. Он учился в средней школе Эстеглал, где окончил его с отличием. Впоследствии он отправился во Францию, чтобы учиться на стипендию в Парижской медицинской школе, и в 1973 году получил степень доктора медицины.
Он свободно говорит на персидском, французском, английском и итальянском языках, а также имеет практические знания арабского языка.
Имеет более 30 публикаций в европейских и американских медицинских журналах и является членом Американского общества нефрологов
Расул имеет большой опыт в дипломатии, международных делах, управлении и политической деятельности. На протяжении нескольких десятилетий он принимал активное участие в политической борьбе за право афганского народа жить в мире и определять своё будущее в соответствии со своей свободной волей посредством демократических процессов.
В 1998 году Расул работал директором секретариата Его Величества Мохаммада Захир Шаха — бывшего короля Афганистана. В этой роли он посвятил все своё внимание созыву Чрезвычайной Лойя джирги — инициативе бывшего короля, направленной на политическое урегулирование многолетней войны в стране.
Под руководством Расула Секретариат в Риме сыграл ключевую роль в будущих политических преобразованиях в Афганистане. Перед Боннской конференцией Захир Шах направил многочисленные делегации в мировые столицы, к соседям Афганистана и в сам Афганистан, чтобы заручиться поддержкой созыва Чрезвычайной Лойя джирги.
Расул сопровождал президента Хамида Карзая, в то время руководящего члена Исполнительного комитета Лойя джирги, в этих миссиях. Расул подходил для этой работы из-за его длительного и тесного контакта с афганским сопротивлением, а также из-за того, что в 1980 году он основал и опубликовал ежемесячную публикацию «Афганская реальность», созданную для повышения осведомлённости и передачи информации из Афганистана международному сообществу о бедственном положении афганцев.
Позже Расул был делегатом исторической Боннской конференции в декабре 2001 года. После Боннской конференции он вернулся в Кабул, чтобы принять участие в инаугурации Временной администрации Афганистана.
Под его руководством авиационный сектор Афганистана был возрождён после многих лет санкций Организации Объединённых Наций против талибов. Расул сыграл важную роль в реадмиссии Афганистана в Международную ассоциацию воздушного транспорта (ИАТА) и Международную организацию гражданской авиации (ИКАО)..
5 октября 2013 года Расул ушёл в отставку с поста министра иностранных дел, а 6 октября он официально подал заявку на выдвижение своей кандидатуры на президентских выборах 2014 года. Его напарником является Ахмад Зия Масуд.